# Бусли (зупинний пункт)
Бусли (біл. Буслы) — пасажирський залізничний зупинний пункт Гомельського відділення Білоруської залізниці на електрифікованій лінії Гомель — Жлобин між зупинними пунктами Зелений Острів та Радеєве. Розташований за 1,1 км на північний захід від села Радеєве Буда-Кошельовського району Гомельської області.